# Camilo Mena
Camilo Andrés Mena Márquez (Concordia, 1º ottobre 2002) è un calciatore colombiano, attaccante del Lechia Danzica.

## Carriera
Mena è entrato a far parte del settore giovanile del Tigres FC nel 2017, proveniente dall'Alianza Platanera. Ha debuttato l'anno successivo, all'età di quindici anni, giocando l'incontro di Categoría Primera B contro l'Unión Magdalena. Nell'ottobre 2019 in seguito alle buone prestazioni con il club di Bogotà è stato inserito nella lista dei migliori sessanta calciatori nati dopo il 2002 stilata da The Guardian. Nel 2020 si è trasferito al Deportivo Pereira con cui ha debuttato nella massima divisione colombiana.
Nel 2021 è approdato in Europa firmando con il Valmiera. Ha debuttato con il club lettone il 14 marzo 2021 contro il RFS Riga ed il 30 aprile ha segnato la prima rete con il nuovo club, contro il Riga FC. Dopo una prima stagione di ambientamento, nel 2022 ha contribuito alla vittoria del campionato con 14 gol ed altrettanti assist, entrando a far parte della formazione ideale del torneo. Nel febbraio 2023 è stato prestato al Jagiellonia fino al termine della stagione. Rientrato in Lettonia, ha preso parte ai preliminari di Champions League e Conference League prima di passare a titolo definitivo al Lechia Danzica.

## Statistiche
Statistiche aggiornate al 5 agosto 2023.

### Presenze e reti nei club
| Stagione        | Squadra         | Campionato      | Campionato | Campionato | Coppe nazionali | Coppe nazionali | Coppe nazionali | Coppe continentali | Coppe continentali | Coppe continentali | Altre coppe | Altre coppe | Altre coppe | Totale | Totale | Totale |
| Stagione        | Squadra         | Comp            | Pres       | Reti       | Comp            | Pres            | Reti            | Comp               | Pres               | Reti               | Comp        | Pres        | Reti        | Pres   | Reti   |        |
| --------------- | --------------- | --------------- | ---------- | ---------- | --------------- | --------------- | --------------- | ------------------ | ------------------ | ------------------ | ----------- | ----------- | ----------- | ------ | ------ | ------ |
| 2018            | Tigres FC       | B               | 14         | 0          | CC              | 2               | 0               |                    | -                  | -                  |             | -           | -           | 16     | 0      |        |
| 2019            | Tigres FC       | B               | 26         | 7          | CC              | 3               | 1               |                    | -                  | -                  |             | -           | -           | 29     | 8      |        |
| 2020            | Deportes Tolima | A               | 13         | 0          | CC              | 1               | 0               |                    | -                  | -                  |             | -           | -           | 14     | 0      |        |
| 2021            | Valmiera        | VL              | 24         | 2          | CL              | 2               | 0               | UECL               | 2                  | 0                  |             | -           | -           | 28     | 2      |        |
| 2022            | Valmiera        | VL              | 35         | 14         | CL              | 2               | 0               | UECL               | 2                  | 0                  |             | -           | -           | 39     | 14     |        |
| feb.-giu. 2023  | Jagiellonia     | EK              | 7          | 0          | CC              | 0               | 0               |                    | -                  | -                  |             | -           | -           | 7      | 0      |        |
| 2023            | Valmiera        | VL              | 4          | 0          | CL              | 0               | 0               | UCL+UECL           | 2+1                | 1+2                |             | -           | -           | 7      | 3      |        |
| Totale carriera | Totale carriera | Totale carriera | 123        | 23         |                 | 10              | 1               |                    | 7                  | 3                  |             | -           | -           | 140    | 27     |        |

## Palmarès

### Club

#### Competizioni nazionali
- Campionato lettone: 1

Valmiera: 2022
- Campionato polacco di seconda divisione: 1

Lechia Danzica: 2023-2024